# Miniyeh
Miniyeh is een stad in het noorden van Libanon. Miniyeh is de hoofdstad van het district Miniyeh-Danniyeh in het gouvernement Noord. De stad heeft circa 21.000 inwoners.